# Seconde République (Espagne)
Pour les articles homonymes, voir Deuxième République et République espagnole.
 (mai 2014).
Si vous disposez d'ouvrages ou d'articles de référence ou si vous connaissez des sites web de qualité traitant du thème abordé ici, merci de compléter l'article en donnant les références utiles à sa vérifiabilité et en les liant à la section « Notes et références ».
1931–1939
(7 ans, 11 mois et 18 jours)
- Espagne
- Maroc espagnol
- Sahara espagnol et Guinée espagnole
- Zone internationale de Tanger

Entités précédentes :
- Royaume d'Espagne

Entités suivantes :
- État espagnol (zone soulevée (es))
- Gouvernement de la République espagnole en exil

La Seconde République espagnole (en espagnol Segunda República Española) ou Deuxième République espagnole est le régime politique qu'a connu l'Espagne de 1931 à 1939. Elle a succédé aux dictatures de Primo de Rivera (1923-1930) et de Damaso Berenger (1930-1931). À la suite d'une crise politique de longue durée qui a délégitimisé la monarchie, la république est proclamée le 14 avril 1931 à l'occasion des élections municipales. Le roi Alphonse XIII abandonne Madrid et part en exil sans avoir abdiqué.
De nombreux gouvernements se succèdent rapidement, dont celui formé en juillet 1931 par une coalition de partis de gauche ou libéraux, qui introduit par la voie législative des réformes d'ordre économique et social.
À partir de 1936 et à la suite de la victoire du front populaire, la Seconde République espagnole est déchirée par la guerre civile, qui verra l’accès au pouvoir de Franco.

## Fin de la Restauration Bourbonienne (1923-1930)
Le 15 septembre 1923, à la suite de son coup d’État du 13 au matin en Catalogne, le général Primo de Rivera prend officiellement le pouvoir par décret royal. En janvier 1930, à la suite de la crise économique pourtant consécutive à cinq ans de relative prospérité économique et sociale, le roi Alphonse XIII lui demande sa démission.
- L'Assemblée nationale consultative nommée par Primo de Rivera avait mis sur pied un nouveau projet de Constitution, alliant les composantes élue et corporative. La première dérangeait la droite, et la seconde fut rejetée par les libéraux et par la gauche. Le roi lui non plus n'appréciait guère un système qui prévoyait de lui faire partager ses pouvoirs de destitution avec une copie espagnole du Grand Conseil du fascisme de Mussolini. Ce projet n'ouvrit donc pas la voie du retour à la « normalité » comme le roi l'escomptait.

Drapeau de la Seconde République espagnole.

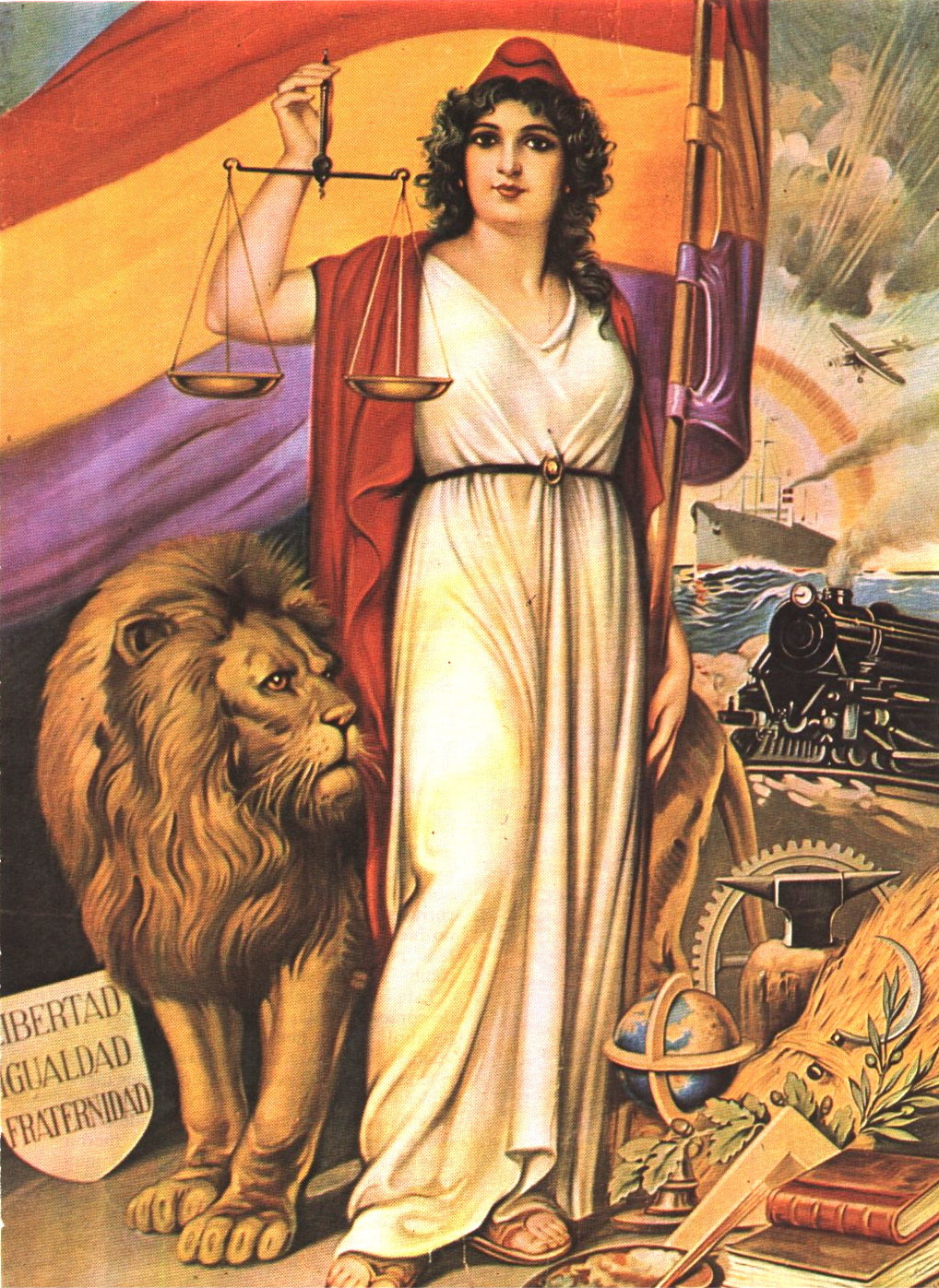
Allégorie de la République espagnole.

- Sa décision de lever la censure de la presse lui valut une pluie de critiques. Quant aux étudiants, ils l'attaquaient avec véhémence. Il y eut contre lui deux pronunciamientos manqués, à Valence et en Andalousie. Une nouvelle ère de pronunciamientos semblait désormais ouverte. Pour finir, Primo éprouva le besoin d'être rassuré et prit la singulière décision d'envoyer à tous les généraux d'Espagne un télégramme leur demandant de se renseigner pour savoir s'il avait encore le soutien des officiers supérieurs. Ils lui répondirent en affirmant leur loyauté au monarque. Primo s'entendit alors rappeler par le roi que s'il était Premier ministre, ce n'était pas en vertu du soutien de l'armée, mais par ordre du roi ; il lui fit comprendre qu’il attendait de lui qu'il lui présentât sa démission. Ce fut chose faite, suivi du remplacement presque immédiat par le général Dámaso Berenguer.

### «Mouvement au service de la République»
Les sentiments républicains se propagent dans tout le pays. Au cours de l'été 1930, un pacte est signé à Saint-Sébastien (connu sous le nom de Pacto de San Sebastián), entre plusieurs hommes politiques et intellectuels républicains, les socialistes et les tenants du nationalisme catalan. Les premiers accordent leur autonomie aux Catalans qui, en échange, s'engagèrent à soutenir une éventuelle révolution républicaine. À Madrid, trois intellectuels, le docteur Gregorio Marañón, Ortega y Gasset et le romancier Ramón Pérez de Ayala, forment un « Mouvement au service de la République ». Ortega (dont les critiques bien tournées à l'encontre du parlement avaient servi Primo de Rivera), lance cette célèbre phrase :
« Espagnols ! Votre État n'est plus ! Reconstruisez-le ! Delenda est monarchia! »
Mais, plus important, de nombreux officiers mécontents soutiennent les rebelles, et même les anarchistes, débordés, apportent une sympathie agacée aux opposants bourgeois du roi. En décembre, un pronunciamiento est préparé. Les conspirateurs publient la déclaration suivante :

« Un besoin passionné de Justice jaillit des entrailles de la Nation. Plaçant ses espoirs dans une République, le peuple est déjà dans la rue. Nous aurions voulu faire connaître les désirs du peuple par les moyens légaux, mais cette voie nous a été barrée.
Quand nous avons demandé la Justice, on nous a refusé la Liberté. Quand nous avons demandé la Liberté, on nous a offert un parlement croupion analogue à ceux du passé, fondé sur des élections frauduleuses, convoqué par une dictature, instrument d'un roi qui a déjà violé la Constitution.
Nous ne recherchons pas la solution extrême, une révolution, mais la misère du peuple nous émeut profondément.
La Révolution sera toujours un crime ou une folie tant qu'existent la Loi et la Justice. Mais elle est toujours juste quand domine la Tyrannie. »

### Premières rébellions
Ces républicains voyaient dans l'idée principale de l'abolition de la monarchie un pas vers la modernisation de l'Espagne. Les suites ne se firent pas attendre et tout d'abord, la garnison de Jaca, en Aragon conduite par deux jeunes officiers exaltés, les capitaines Fermín Galán et García Hernández, se souleva contre la monarchie avant que les conspirateurs dans le reste d'Espagne se fussent donné le mot. Arrêtés alors qu'ils entraînaient leurs hommes en direction de Saragosse, les deux officiers furent fusillés pour rébellion. Ces exécutions suscitèrent une vive indignation.
Ailleurs le mouvement échoua ; un jeune capitaine de l'armée de l'Air, Ramón Franco (qui, frère de Francisco Franco, était devenu un héros national en traversant l'Atlantique Sud à bord de l'hydravion Plus Ultra) décolla de l'aérodrome des Cuatro Vientos à Madrid, avec l'intention de bombarder le palais royal, hésita et finalement largua des tracts, avant de s'enfuir au Portugal. Les signataires de l'accord de Saint-Sébastien furent arrêtés. Devant les juges, ils se défendirent en disant que le roi avait violé la Constitution en acceptant Primo de Rivera comme dictateur. Après des pourparlers infructueux avec les politiciens, Alphonse XIII nomma Premier ministre un autre officier, l'amiral Aznar. Le roi et lui décidèrent de sonder l'opinion en organisant des élections municipales, et non pas générales, prévues pour le mois d'avril 1931.

#### La société espagnole (1930-1936)
L'Espagne des années 1930 est un pays très en retard et pauvre contrairement aux pays industrialisés , avec un grand taux d'analphabétisme et d'importantes divisions sociales et idéologiques. Les conflits se succèdent pendant cette période et les positions politiques souffrent d'une radicalisation très accusée:
- 2 millions d'agriculteurs sont sans terre alors que 20 000 personnes possèdent la moitié de l'Espagne ;
- le clergé est constitué de 31 000 prêtres, 20 000 moines et 60 000 religieuses et il existe 5 000 couvents en 1930 ;
- l'armée compte 15 000 officiers et 800 généraux ; il y a un général pour 100 hommes.

Les chiffres
- 24 693 000 d'habitants en Espagne en 1931 ;
- 8 millions d’Espagnols sont touchés par la misère en 1930 ;
- Le taux de natalité en 1931 est de 28,3 pour mille ;
- Le taux de mortalité infantile en 1931 est de 11 pour mille [4] ;
- 50 ans d'espérance de vie en 1930 ;
- Entre moins de 30 et 48 % de la population est analphabète en 1930 ;
- 1 700 femmes universitaires en 1930 (1 pour l'année 1900) ;
- 212 360 postes de téléphones dans toute l'Espagne en 1930 ;
- 11 576 télégrammes émis et reçus en 1930 ;
- 1 religieux pour 493 habitants en 1930 ;
- 4,27 pesetas/jour de salaire moyen en 1931 ;
- 85 592 km de routes dans tout le pays ;
- 13 000 écoles furent construites en 1932 ;
- 145 007 élèves bacheliers en 1934. En 1931 ils n'étaient que 76 000 ;
- 22 décembre 1931 : la première retransmission de la Loterie nationale ;
- 303 983 récepteurs radio en 1936 ;
- 3 337 salles de cinéma (62 à Madrid et 116 à Barcelone en 1935) ;
- 69 stations de radio officielles en 1936 ;
- 3 765 livres imprimés en 1935 (2 652 en 1930).

## 1931, proclamation de la République
Le 14 avril 1931, la République est proclamée en Espagne, deux jours après les élections municipales qui sont interprétées comme une défaite du régime monarchiste, même si, avec 40 %, la coalition antimonarchiste n'obtient pas la majorité dans l'ensemble du territoire, seulement dans les grandes villes. Les zones rurales, où se concentre la grande majorité de la population (et sont fréquemment influencées par des caciques) votent davantage pour la monarchie.
Les socialistes et les républicains pensaient que le moment était venu : le 13 avril, ils décrètent l'expulsion de la monarchie. Ils sont maintenant les responsables du gouvernement du pays et forment aussitôt un Gouvernement provisoire, présidé par Niceto Alcalá Zamora.
Les élections municipales n'avaient pas pour vocation de changer la forme politique de l'État. La Constitution de 1876, alors en vigueur, ne prévoyait pas qu'une telle consultation pût entraîner la chute de la monarchie absolue. C'est la raison pour laquelle un certain nombre d'analystes politiques, généralement hostiles à la République, ont considéré que sa proclamation dès le 14 avril 1931, qui plus est sous la pression de la rue madrilène, fut une forme de « coup d'État » et une « subversion de l'ordre constitutionnel ».
Une heure avant la proclamation de la République à Madrid, Francesc Macià proclamait à Barcelone la République catalane, dont les dirigeants n'avaient pas obtenu satisfaction auprès du premier gouvernement, qu'avaient dû arriver à une transaction avec les ministres de Macià[pas clair], transformant la république catalane en une Generalitat réintégrée au sein de l'État espagnol.
Le roi Alphonse XIII, dépourvu de clairvoyance politique, mais qui n'avait rien d'un tyran, craignait des troubles ; il ne souhaitait pas (selon ses propres paroles) conserver son trône au prix d'une guerre civile et d'un bain de sang. Poussé par cette vague antimonarchiste et sous les recommandations de ses plus proches collaborateurs, il part volontairement en exil, mais « oublie » d'abdiquer.
Le pape Pie XI reconnut dès sa création la République espagnole et fit savoir qu'il était prêt à envisager un aménagement du concordat. Le quotidien El Debate, qui exprimait les positions de l'Église, se montra conciliant. Seul le cardinal-primat Segura, dont l'autorité était d'ailleurs fort contestée au sein de l'Église espagnole, protesta violemment.
Paradoxalement, Niceto Alcalá Zamora et le général Sanjurjo, le commandant de la garde civile, durent inciter les dirigeants républicains à accepter cette proclamation, jugée normale et même souhaitable, d'abord parce que la monarchie s'était déconsidérée et avait perdu ses appuis traditionnels.
Plusieurs anciens ministres du roi, notamment Miguel Maura et Alcalá Zamora, s'étaient déclarés l'année précédente en faveur de la république, rejoints par quelques-uns des intellectuels les plus prestigieux du temps, dont José Ortega y Gasset et Miguel de Unamuno. L'attitude de Sanjurjo, qui n'allait d'ailleurs pas tarder à lancer sa Sanjurjada contre le nouveau régime, est significative.
D'autre part, dès le mois d'août 1930, un Comité associant des républicains de diverses tendances, militants syndicaux de l'UGT (Union général des travailleurs), des socialistes tel Indalecio Prieto, des nationalistes catalans et même d'anciens monarchistes avaient conclu le « pacte de San Sebastian », qui envisageait l'installation prochaine d'une république et allait jusqu'à dresser une liste d'éventuels ministres.
L'armée n'était plus un bloc monarchiste, comme l'avait montré, le 12 décembre 1930, à Jaca, en Aragon, le soulèvement qui coûta la vie aux deux capitaines Galán et García, membres de l'Alliance militaire républicaine, ainsi qu'une tentative manquée d'officiers aviateurs, parmi lesquels Ramón Franco, le jeune frère du futur Caudillo. Il n'est donc pas surprenant que la Guardia Civil et une bonne partie de l'armée se soient mises sans difficulté aux ordres du nouveau régime.

L'Espagne inaugure une deuxième République ; la première n'avait duré que de 1873 à 1874.

### La République de tous les espoirs
Intégré par des représentants de toute une gamme de partis républicains, du Parti socialiste, et aussi des partis républicains catalans et galiciens, un gouvernement provisoire est mis en place. Sa composition est la suivante :
- Présidence : Niceto Alcalá-Zamora (droite libérale républicaine).
- Ministère d'État : Alejandro Lerroux (radical).
- Ministère de l'Intérieur : Miguel Maura (droite libérale républicaine).
- Ministère de la Justice : Fernando de los Ríos (socialiste).
- Ministère des Finances : Indalecio Prieto (socialiste).
- Ministère de la Guerre : Manuel Azaña (Action républicaine).
- Ministère de la Marine : Santiago Casares Quiroga (ORGA Republicana Gallega).
- Ministère des Travaux publics : Álvaro de Albornoz (parti radical-socialiste).
- Ministère de l'Instruction publique : Marcelino Domingo (parti radical-socialiste).
- Ministère du Travail : Francisco Largo Caballero (socialiste).
- Ministère de l'Économie : Luis Nicolau d'Olwer (parti républicain catalan).
- Ministère des Communications : Diego Martínez Barrio (radical).

Avec les personnalités les plus marquantes de ce gouvernement ; Alejandro Lerroux, Miguel Maura, Manuel Azaña, Indalecio Prieto et Francisco Largo Caballero ; les grands théoriciens du nouveau régime ne font pas partie de l'équipe gouvernementale. Ils n'avaient pas abandonné leur cabinet de travail, méditant, conseillant. Ils s'appellent, le docteur Gregorio Marañón, celui que le peuple a nommé « l'accoucheur de la République » et aussi Ortega y Gasset, l'auteur de L'Espagne invertébrée, celui qui, renvoyant les thèmes chers à la génération du 98, affirme que le problème essentiel est de donner au peuple la culture que la Monarchie avait complètement négligée et d'européaniser la nation.
La République s'attaque dès le début à plusieurs réformes importantes, portant sur :
- La répartition des terres ;
- Les nationalismes (notamment par l'octroi du droit de solliciter un statut d'autonomie, quoique la République n'ait pas été conçue initialement comme fédéraliste) ;
- Les relations entre l'Église et l'État ;
- La réorganisation de l'Armée ;
- L'éducation, l'art et la culture (avec notamment le programme d'éducation populaire des Missions pédagogiques de Manuel Bartolomé Cossío[5]).
- Le monocaméralisme ;
- L'extension du suffrage universel aux femmes et aux soldats ;
- La création d'un Tribunal de Garanties, pour régler les problèmes d'inconstitutionnalité ;
- La reconnaissance de la propriété privée, bien que l'État se soit réservé le droit de l'annuler si le bien commun l'exigeait ;
- La renonciation à la guerre et l'adhésion à la Société des Nations.

Le 28 juin 1931 ont lieu des élections aux Cortès constituantes, qui donnent le triomphe à une majorité des républicains et à des socialistes.
Les Cortès font rédiger une Constitution démocratique et autonomiste, inspirée de la Constitution de Weimar ; la nouvelle loi fondamentale fait de l'Espagne une « République des travailleurs de toutes les classes », un « État intégral, compatible avec l'autonomie des municipalités et des régions ».
La Constitution est approuvée le 9 décembre 1931 et, au cours des débats parlementaires, se sont posés des problèmes sérieux au sujet des articles relatifs à la suppression de l'enseignement religieux dans les écoles et à la possibilité de dissoudre les ordres religieux. La discussion a provoqué la première crise ministérielle. Les catholiques Niceto Alcala Zamora et Antonio Maura démissionnent.
Dans une tentative d'attirer des républicains plus modérés, Manuel Azaña est nommé chef du gouvernement et Alcala Zamora président de la République.

### Le projet de Manuel Azaña: gouverner «par la raison»
Ainsi, au lendemain de son élection à la présidence de la République, Niceto Alcalá Zamora avait nommé Manuel Azaña chef du gouvernement. Âgé de cinquante ans, Azaña était incontestablement l'homme clé du nouveau régime, le plus remarquable par sa culture et ses dons d'orateur, en dépit de son apparence physique peu séduisante. Il avait une bonne formation juridique, connaissait l'anglais et le français et avait fait deux séjours importants en France, en 1911-12 et 1919-20. Il admirait les institutions du pays voisin et rêvait de transformer l'Espagne selon ce modèle de société laïque, gouvernée par les lois de la démocratie bourgeoise.
Connaissant personnellement les intellectuels les plus prestigieux d'Espagne, il avait fait signer le manifeste de l’Union démocratique espagnole par Menéndez Pidal, Ramón Pérez de Ayala, Miguel de Unamuno et Américo Castro.
Le nouveau chef du gouvernement n'était nullement socialiste, et avouait son ignorance du marxisme, dogme du PSOE. Toutefois, il savait avoir besoin de l'appui des socialistes pour réaliser le projet qu'il avait conçu. Quoique d'esprit jacobin, il savait aussi qu'il n'obtiendrait la collaboration des Catalans que par la reconnaissance de leur spécificité, voire de leur nationalité.

#### La question de l'Église
Une société laïque exigeait la séparation de l'Église et de l'État mais, dans un pays où l'Église catholique et la religion avaient depuis des siècles tenu un rôle majeur, la réalisation de cet objectif n'était possible qu'au prix de négociations délicates. Il fallait profiter des bonnes dispositions de Pie XI, qui avait condamné tout à la fois l’Action française et le communisme, et qui venait d'affirmer ses préoccupations sociales dans l'encyclique Quadragesimo anno (1931).
Un esprit de revanche contre l'Église se manifeste dans les discours des nouveaux ministres. L'historien Joseph Pérez, entre autres, estime que, pour le chef du gouvernement, comme pour son ministre de la Justice Fernando de los Ríos, l'heure de la revanche avait sonné pour « nous, les hétérodoxes espagnols, les fils spirituels de tous ceux qui, pendant des siècles, ont vu leur liberté de conscience étranglée ». Azaña laisse flamber, en mai 1931, sans intervenir, une douzaine de couvents madrilènes et sévillans. Cette attitude agressive envers l'Église, pouvant s'expliquer par le lourd contentieux entre l'Église et les intellectuels libres-penseurs, a pour conséquence d'aggraver la polarisation de la société.

#### La question scolaire
Pour Azaña, la démocratie espagnole ne pouvait s'établir durablement que par l'élévation du niveau culturel et la disparition d'un analphabétisme très répandu (44 % en 1930 selon certains auteurs et, en toute hypothèse, 30 %). Dès 1911, dans une conférence sur « Le problème espagnol », il avait souligné l'existence d'un lien organique entre culture et démocratie. Il fallait, assurait-il, développer en priorité l'enseignement primaire car un million d'enfants environ n'étaient pas scolarisés.
Aidé par un directeur de l'enseignement primaire, Rodolfo Llopis, il créa d'emblée 7 000 postes d'instituteur et mis en chantier 7 000 écoles nouvelles ; en même temps, il fit augmenter de 20 à 40 % les traitements très faibles des instituteurs, alors qu'un peu partout en Europe, la crise économique était prétexte à leur diminution.

#### Une large opposition
Mais à l'évidence, il lésait des intérêts, heurtait des convictions, malmenait des habitudes. Et cela d'autant plus qu'il entendait mettre de l'ordre dans l'armée et les tableaux d'avancement. Il s'était attribué, à cet effet, le portefeuille de la Guerre en plus de la présidence du Conseil. La réalisation simultanée des divers éléments de son programme a pour effet de rassembler dans une opposition commune tous les adversaires permanents ou occasionnels du nouveau régime. Le débat sur la Constitution avait révélé l'extrême sensibilité aux problèmes religieux des tenants de la tradition, mais aussi des catholiques ralliés à la République (Alcalá Zamora, Miguel Maura, Claudio, Sanchez Albornoz). L'adoption des articles 26 et 27 avait provoqué la démission d'Alcalá Zamora et de Maura du gouvernement provisoire.
Ainsi, il choque des portions importantes de la population espagnole en interdisant aux congrégations d'enseigner à partir du 1er octobre 1933, alors qu'elles scolarisaient plus de 350 000 élèves du secondaire. La loi du 17 mai 1933 qui déclara propriétés publiques les églises et autres édifices culturels ne pouvait également, dans cette conjoncture, qu'apparaître comme une provocation aux yeux de l'Église.
En dépit de cette erreur stratégique, Azaña parut d'abord pouvoir réussir. La coalition qu'il dirigeait avait remporté triomphalement les élections aux Cortes du 28 juin 1931. Elle obtient quelque 265 sièges, alors que le centre n'avait que 148 et que la droite en obtenait seulement 60. Il est vrai que la droite n'avait pas eu le temps de « digérer » le changement de régime, et que beaucoup de ses électeurs s'abstinrent. Mais la participation avait été de 65 % et la victoire de la gauche était incontestable.
- L'adoption du statut de la Catalogne, le 15 juin 1932, fut portée au crédit du gouvernement. Manuel Azaña n'avait pas ménagé sa peine pour faire voter par les Cortes un texte qui, tout en accordant à la Catalogne les institutions, dont la Generalitat, auxquelles elle aspirait depuis un siècle, était compatible avec la Constitution espagnole. La Generalitat étant tenue par l’Esquerra, il s'agissait d'un appoint précieux pour le gouvernement. En revanche celui-ci ne mettait aucun empressement à faire avancer les revendications des nationalistes basques, catholiques bon teint et tenus pour hostiles à la République, ce qui, jusqu'en 1936, était vrai dans une large mesure.
- Assurant un succès au nouveau régime, le ministre des Finances, le banquier catalan Carrer, fit passer le 20 décembre 1932, une reforme importante : la création d'un impôt progressif sur le revenu.
- Indalecio Prieto gérait avec sérieux, mais trop de timidité[réf. nécessaire], dans une conjoncture il est vrai difficile, le budget de l'État et méritait les éloges d’El Debate.

Au ministère du Travail, Francisco Largo Caballero, qui avait une expérience importante dans ce domaine, acquise notamment pendant la dictature de Primo de Rivera, fit d'importantes avancées. Grâce à plusieurs lois : fixation d'un salaire minimum, journée de huit heures, assurance accidents, assurance maladie, il obtient en quelques mois des Cortes une amélioration sensible de la condition ouvrière. Il fit approuver l'établissement d'une commission mixte d'arbitrage des conflits du travail, avec une représentation ouvrière satisfaisante, sous le contrôle d'inspecteurs du travail nommés par le ministre.

#### Les trois élections générales (résultats)
- Élections générales du 28 juin 1931

Large victoire de la coalition des républicains et des socialistes, avec une participation de 65 % de l'électorat. La nouvelle composition des Cortès implique une rupture radicale avec le système des partis de la Monarchie.
- Élections générales du 19 novembre 1933

Premières élections réellement démocratiques, avec pour la première fois, la participation des femmes. Les abstentions furent nombreuses dans les zones à majorité anarchiste, mais beaucoup moins dans celles de droite. La gauche perdit en premier lieu parce que dans un système favorable aux coalitions, elle était désunie et en second lieu, la propagande nourrie de la droite (regroupée au tour de la CEDA), parvient à minimiser les réalisations des républicains. La participation de 67,45 % dépasse légèrement les précédentes.
- Élections générales du 16 février 1936

Le Front populaire, formé par les républicains, les socialistes et les communistes gagnent les élections. Il s'agit d'un retour du panorama politique espagnol qui mène à la victoire la gauche plurielle, battue en 1933. Le taux de participation est incontestablement de loin le plus haut des deux dernières, 73 %. Elles furent aussi les dernières avant la guerre civile.
La campagne se déroule dans un climat de violence (41 morts et 80 personnes grièvement blessées) mais les élections sont considérées comme propres malgré quelques fraudes au niveau local qui permettent au Front populaire de conforter une majorité absolue,,.
| 28 juin 1931   | Sièges | 19 novembre 1933    | Sièges | 16 février 1936  | Sièges |  |
| -------------- | ------ | ------------------- | ------ | ---------------- | ------ |  |
| GAUCHE         | 265    | GAUCHE              | 99     | GAUCHE           | 288    |  |
| PSOE (soc.)    | 116    | PSOE (soc.)         | 58     | PSOE (soc.)      | 99     |  |
| Radicaux (soc) | 60     | Radicaux (soc)      | 5      | Gauch. Républ.   | 87     |  |
| Esquerra (cat) | 32     | Esquerra (cat)      | 18     | Union Répub.     | 39     |  |
| Action Répub.  | 27     | Action Répub.       | 5      | Esquerra (cat)   | 36     |  |
| ORGA (gal)     | 16     | ORGA (gal)          | 6      | PCE (communiste) | 17     |  |
| Gauch (révol.) | 14     | Divers gauche       | 6      | ---              | ---    |  |
| ---            | ---    | PCE (communiste)    | 1      | ---              | ---    |  |
| CENTRE         | 148    | CENTRE              | 131    | CENTRE           | 56     |  |
| Radicaux       | 90     | Radicaux            | 102    | Radicaux         | 4      |  |
| Progressistes  | 27     | Progressistes       | 3      | Progressistes    | 6      |  |
| PNV (basq)     | 14     | PNV (basq)          | 12     | PNV (basq)       | 11     |  |
| Divers Répub.  | 14     | Lliga (cat)         | 14     | Lliga (cat)      | 12     |  |
| Lliga (cat)    | 3      | ---                 | ---    | Centristes       | 16     |  |
| ---            | ---    | ---                 | ---    | Divers centre    | 7      |  |
| DROITE         | 60     | DROITE              | 242    | DROITE           | 137    |  |
| Agrariens      | 26     | C.E.D.A.            | 115    | C.E.D.A.         | 88     |  |
| Divers droite  | 25     | Agrariens           | 36     | Agrariens        | 11     |  |
| Indépendants   | 4      | Indépendants        | 18     | Indépendants     | 10     |  |
| Libéraux       | 4      | Libéraux dém.       | 9      | Conservateurs    | 3      |  |
| Monarchistes   | 1      | Conservateurs       | 18     | Carlistes        | 9      |  |
| ---            | ---    | Carlistes           | 21     | Monarchistes     | 13     |  |
| ---            | ---    | Rénovation (monar.) | 23     | Divers droite    | 3      |  |
| ---            | ---    | Divers (monar.)     | 2      | ---              | ---    |  |

## La République échoue (1931-1936)

### Lebieniodes réformes (1931-1933)
L'avènement d'une république avait réveillé tellement d'espoir chez les ouvriers et les paysans, qu'il ne fallait pas les décevoir sous peine de dissocier à nouveau une communauté aussi difficilement formée.
En s'attaquant au plus urgent, le gouvernement se donne pour mission de répartir équitablement les terres et entreprend la réforme agraire. Elle se heurte à un mur ; les républicains — communistes, socialistes, et libéraux — ne sont pas d'accord sur les principes. « À qui appartiennent les terres ? À ceux qui les travaillent ? À l’État ? À la famille ? » Des Commissions spéciales procèdent à l'étude du problème, ou des problèmes, classifient les terres, proposent des solutions. On créa l'Institut de réforme agraire.
Mais les réformes vont trop lentement et les paysans grondent. La Constitution républicaine précise que la richesse du pays, quel que soit le propriétaire, est subordonnée aux intérêts de l'économie nationale et pourra être nationalisée, si le besoin social l'exige. En vertu de ce texte, la loi fondamentale de la réforme agraire ordonne l'expropriation des terres — quelques-uns de ces propriétaires se sont expatriés avec la chute de la Monarchie, pour y installer cinquante mille paysans chaque année. Alors, l'État va concéder des crédits aux laboureurs, qui vont pouvoir s'organiser en collectivités ou en syndicats de producteurs. Cette réforme ne s'applique qu'aux latifundiums.
En deux ans on avait installé en peu de mois cinq mille familles sur 90 000 hectares de terres expropriées. Le résultat ne répond pas aux objectifs des Constituants. D'autre part, les salaires agricoles sont en augmentation et parallèlement le chômage aussi.
L'État devient propriétaire et le colon ne fait que changer de patron.
Le caciquisme est remplacé par le dirigisme. La réforme ouvrière continue avec les mêmes méthodes. L'État intervient ; la production, et l'augmentation du coût de la vie, résultat de la crise économique mondiale, annulent l'effet des augmentations des salaires. Les syndicats et l'ordre public sont en collision constante. Des grèves répétées s'aggravent. Ouvriers et laboureurs, mécontents et déçus, dérivent chaque fois vers l'anarcho-syndicalisme.
Un statut approuvé par plébiscite de la population, puis ratifié au Cortès, confère à la Catalogne une indépendance de fait. Le Pays basque, Navarre, Galice et Aragon, stimulés par l'exemple catalan, vont préparer à leur tour leurs statuts d'autonomie respectifs. Il y a donc un danger de cassure nationale, qu'on n'occulte pas au gouvernement central. La propagation contagieuse du séparatisme menace de détruire « l'unité nationale », encore trop fragile.

#### Les statuts d'autonomie
- En septembre 1931, un premier projet de statut basque, est rejeté aux Cortès constitutives pour avoir dépassé les limites constitutionnelles ;

- Le 9 septembre 1932, après des longs débats, le statut catalan est accepté ;

- Une assemblée régionale de toutes les communes galiciennes approuve en 1932 une proposition de Statut d'autonomie qui serait soumis à plébiscite quatre années plus tard, le 28 juin 1936, en accord avec les normes d'un décret de la présidence de l'État de mai 1933 ;

- Le projet de Statut d'autonomie de la Galice a été présenté par Castelao devant les Cortès le 15 juillet 1936, tout comme celui d'Aragon et transférés au Congrès des députés pour qu'ils soient admis pour l'approbation ;

- Il est fixé pour le dernier dimanche de septembre 1936, que l'Assemblée nationale destinée à débattre et à modifier l'avant-projet et approuver le projet de statut d'autonomie pour l'Andalousie[pas clair] ;

- Le 6 octobre 1936, les Cortès approuvent par une large majorité le statut d'autonomie du Pays basque ;

- Le 1er février 1938, en pleine guerre civile serait approuvée aux Cortès le statut d'autonomie de la Galice.

### Lebienionoir (1933-1935)
La fin des illusions et la marche à l'abîme
La droite, qui avait été prise de court par la chute de la monarchie, se ressaisit et s'organisa en 1933, quand José Maria Gil-Robles parvint à rassembler dans la CEDA, autour de l’Acción Española, plusieurs autres formations (Droite régionale valencienne, agraristes, parti républicain conservateur, etc.). Il mit ainsi sur pied une coalition électorale qui manquait d'homogénéité et la participation des agrariens, parti de classe, hypothéquait tout engagement authentique de la CEDA en faveur de la réforme agraire.
Bartolomé Bennassar écrit : « Le retrait des socialistes du gouvernement Azaña et la non-participation aux cabinets de transition formés à l'appel du président de la République porteront un coup fatal à la gauche républicaine. La première dissolution des Cortes, en octobre 1933, fut en effet suivie d'une large victoire de la droite aux élections du 19 novembre, amplifiée par l'effet pervers de la loi électorale. Par une ironie de l'histoire, Azaña persuadé qu'il l'emporterait, avait fait passer avec l'appui du PSOE une réforme électorale qui renforçait à l'excès la prime majoritaire ». Cette loi électorale instituait un scrutin de liste pour chaque province d'Espagne à laquelle était attribué un certain nombre de députés, en fonction de sa population. Si une liste (de coalition ou non) obtenait la majorité absolue (51 % par exemple), elle raflait 80 % des sièges, les autres étant répartis à la proportionnelle.
Les consignes d'abstention des anarchistes, tenant de la politique du pire au motif qu'un gouvernement « réactionnaire » rendrait plus facile l'appel à la révolution, avaient aussi exercé une influence notable.
Le taux de participation s'éleva à plus de 67 %. La droite obtint 242 sièges, dont 115 pour la CEDA, devenue le premier parti des Cortes. La gauche n'en avait plus que 99, dont 58 pour le PSOE. Le parti communiste espagnol obtenait son premier député. L’Acción Republicana d'Azaña, lui-même élu à Bilbao sur une liste d'union, était laminée (6 élus). Le centre, où dominaient les radicaux de Lerroux, avait 131 sièges. À partir de ce scrutin, le système politique de la République espagnole se dérégla complètement et l'on donne le nom de bienio negro (es) à la période 1933-1935.
Au lendemain des élections, Alcalá Zamora eût dû, en dépit de son inimitié à l'égard de Gil-Robles, imposer la présence de la CEDA dans le nouveau gouvernement, mais il préféra qu'il fût dirigé par le radical Lerroux. Cette sanction naturelle de la consultation eût été acceptée sans grande difficulté à cette époque. Mais lorsqu'il se résigna à l'entrée, déjà tardive, de trois ministres de la CEDA dans le gouvernement en octobre 1934, cela fut considéré par certains secteurs comme une « provocation » et déclencha un mouvement de révolution, montrant que les institutions républicaines n'étaient ni comprises ni acceptées.
Sur le terrain social, les conflits du travail furent nombreux et importants en 1934, année où le plus grand nombre de journées de travail furent perdues. Pourtant la production était partie à la hausse, avec en prime, l'excellente récolte céréalière de 1934, égale à celle de 1932, et un léger recul du chômage. Pour sa part, l'extrême gauche multipliait proclamations fracassantes et incidents.
D'autres signes inquiétants étaient perceptibles. Plusieurs formations d'extrême droite de création récente affirmaient leur volonté de renverser la République par la violence ; à cet égard, l'événement le plus important fut la fusion du groupe de Ledesma Ramos et de celui d'Onesimo Redondo, qui donna naissance aux JONS (Juntes offensives national-syndicalistes), dont l'influence demeura cependant limitée à la Vieille-Castille et à Madrid. Enfin, et surtout, le 29 octobre 1933, au théâtre de la Comédie à Madrid, José Antonio Primo de Rivera définit les aspirations de la Phalange espagnole, mouvement qu'il venait de fonder en compagnie de Julio Ruiz de Alda, et qui fusionna avec les JONS en février 1934 pour former le FE-JONS.
Le fils du dictateur prônait la suppression des partis politiques et, sous l'influence du fascisme italien, l'établissement d'un régime corporatiste. La Phalange, qui chercha d'emblée à pénétrer le monde du travail et l'Université, était à l'évidence un mouvement anti-républicain.
Primo de Rivera et José Calvo Sotelo (chef du Bloc national) marquent bien, par leurs options et leurs comportements, la distance qui les sépare de la république.
En septembre et octobre 1934, des insurrections socialistes et anarchistes, planifiées comme coup d'État par leurs chefs, ont lieu dans plus de 20 provinces, entre autres en Catalogne, à Madrid et dans les mines des Asturies. Cette dernière est matée dans le sang par les troupes d'Afrique commandées par le lieutenant-colonel Juan Yagüe. L'entente entre gauche et droite semble de plus en plus impossible : ces événements polarisent les positions et on assiste à une montée fulgurante des extrêmes.
À la suite de divers scandales politiques, en particulier celui de l'Estraperlo, la coalition au gouvernement est rompue. En janvier 1936, quand José María Gil-Robles, le chef du parti majoritaire, CEDA, demande au Président de la République de l'appeler pour former un nouveau gouvernement, le président Niceto Alcalá-Zamora préfère dissoudre les Cortès.
La situation débouche sur les dernières élections d'un parlement au bord du précipice.

### Les élections du 16 février 1936 et la victoire du Front populaire
De ces élections le président de la République espère donc, en jouant sur le système majoritaire, dégager une majorité de centre droit. Les conditions dans lesquelles va se dérouler le scrutin vont au contraire favoriser la gauche. Celle-ci a été battue en 1933 parce qu'elle était divisée, et que les voix libertaires lui ont manqué. La montée des fascismes, la renonciation de l'Internationale communiste à une stricte application du principe de la lutte des classes favorisent partout en Europe un regroupement des gauches.
En Espagne comme en France, l'année 1935 est marquée par un rapprochement des forces « antifascistes ». Le 20 octobre 1935 est formé un Front populaire, qui regroupe les socialistes et les communistes, les groupes républicains de gauche (Gauche républicaine et Union républicaine), l’Esquerra catalane, et l'ORGA, parti autonomiste galicien ; c'est une coalition quelque peu hétéroclite, mais dont les dirigeants acceptent également de jouer le jeu « démocratique ». Le programme ainsi annoncé le 15 janvier 1936, reste extrêmement vague dans ses principes : redressement économique, baisse des impôts, autonomie régionale. Mais il introduit en toute priorité des mesures de réparation à l'égard des victimes de la répression, amnistie des délits politiques, réintégration dans leurs postes de fonctionnaires « épurés » à la suite de l'insurrection, indemnisations accordées aux familles des victimes. Ces mesures de circonstance sont importantes. Le programme réformiste du Front populaire était peu fait pour attirer les foules ; les promesses d'amnistie ne peuvent laisser indifférente une population sensibilisée à l'extrême par les affrontements de 1934.
Les anarchistes ne peuvent faire abstraction de ces engagements, et, quelles que soient leurs réserves à l'égard de la coalition de gauche, ils vont lever leur consigne d'abstention. Même des libertaires aussi intransigeants que Durruti préconisent ouvertement la participation aux élections.
La droite ne semble pas avoir conscience du danger qui la menace. La CEDA s'est sans doute crue trop forte, et son expérience récente montre les difficultés qu'elle a encore à imposer sa politique dans un contexte qui lui est pourtant favorable. Il y a certes des alliances à droite comme à gauche, mais ces coalitions du premier moment ne sont pas toujours convaincantes, et cachent mal l'opposition qui existe entre les partisans d'une solution parlementaire et d'un régime autoritaire, monarchie ou dictature[réf. nécessaire]. Les Basques, malgré leurs positions conservatrices, se refusent à rejoindre une majorité qui vient de leur refuser toute forme d'autonomie. Cet excès de confiance de la droite espagnole lui fut fatal. On peut tout de même admettre que les abstentions (33 %) diminuent considérablement par rapport aux chiffres de 1933.
Le résultat des élections du 6 février assure au Front populaire une victoire étriquée et, une fois de plus, difficile à mesurer avec précision. Les divers calculs lui attribuent une avance de 15 000 voix au minimum et de 840 000 au maximum, avec des estimations intermédiaires. La fraude, qui avait profité à la droite dans la plupart des consultations antérieures, profita cette fois à la gauche, quand deux victoires de la droite, dans la province de Cuenca et de Grenade, furent annulées pour cette raison. Les campagnes électorales qui suivirent ces annulations se déroulèrent dans un climat tel que la victoire du Front populaire dans ces deux provinces semble très suspecte. Indalecio Prieto, président socialiste de la commission électorale fut très choqué par les manipulations qu'il y découvrit, et il ne mâcha pas ses mots.
Selon une étude de 2017 des historiens Manuel Álvarez Tardío et Roberto Villa García, des fraudes localisées dans une élection considérée comme propre ont permis parfois la victoire du Front populaire et d’acquérir la majorité absolue,,. Cette étude a été critiquée pour sa méthode (faire de la droite conservatrice un front uni alors que ce n'était pas le cas) et de reprendre la thèse franquiste de l’illégitimité du gouvernement républicain de 1936 qui a été réactualisée par des auteurs comme Pío Moa.
La gauche et l'extrême gauche disposaient[source insuffisante], avec l'appoint de la formation catalane, de 278 sièges sur 473 aux Cortès, majorité confortable qui donnait à ses détenteurs l'impression trompeuse d'être maîtres du pays. En progrès, le PCE n'obtenait que 17 sièges, contre 99 au PSOE et 126 aux deux formations de la gauche « bourgeoise », gauche et droite républicaine. Il n'existait donc pas de « danger marxiste » imminent, en dépit des prises de position théoriques du PSOE en faveur de cette idéologie. Et, dans le pays, les anarchistes constituaient une force au moins égale à celle des socialistes.
À droite (137 sièges), la CEDA restait la force principale avec 88 députés, et la Phalange de José Antonio Primo de Rivera, n'ayant recueilli que 40 000 voix, n'obtenait pas un seul siège.
Le Centre fut réduit à 56 députés partagés entre radicaux, progressistes, PNV, Lliga, centristes et divers centre.
Dès le 19 février, Manuel Azaña, tenu à nouveau pour l'homme indispensable, forma le nouveau gouvernement. Cette fois encore, le PSOE, parti de la majorité arrivé en tête, ne participe pas au cabinet. En mai, Azaña, élu président de la République, en remplacement de Niceto Alcalá-Zamora (destitué par le Congrès des députés), propose à Indalecio Prieto la direction du gouvernement ; celui-ci accepte immédiatement, car il est convaincu qu'une alliance avec les républicains de gauche permettrait aux socialistes d'imposer une législation profitable aux travailleurs par le biais d'une économie planifiée, alors qu'une révolution sociale trop rapide ne produirait qu'une « socialisation de la misère », tout en précipitant l'étroite classe moyenne espagnole vers le fascisme.
La dernière chance, à supposer qu'elle existât, d'éviter la guerre civile disparaissait du fait de la non-participation du PSOE au gouvernement. Manuel Azaña avait tiré, au moins pour une part, les leçons de son échec précédent : à peine en place, il prit un décret d'amnistie au bénéfice des condamnés de 1934, puis rétablit le statut de la Catalogne et donna un coup d'accélérateur à la réforme agraire.

### L'épilogue annoncé vers le coup d’État
Les liens qui ont pu exister entre le dévoiement du processus électoral en février et le déclenchement de l'insurrection nationaliste en juillet de la même année font débat entre les historiens. Pour les historiens Javier Cervera et Julián Casanova, il n'est pas possible d'établir une relation de cause à effet entre les conditions de la victoire électorale du Front populaire et le soulèvement des 17 et 18 juillet.
Pour le professeur Luis Eugenio Togores, auteur d'une Histoire de la guerre civile espagnole, il existe une certaine relation entre les irrégularités aux élections de février et le putsch du 18 juillet, bien que, selon lui, ce qui conduit au coup d'État de l'armée est la violence qui éclate après les élections. Alfonso Bullón, directeur des études historiques de la CEU, défend un point de vue proche : « le gouvernement [du Front populaire] était illégitime parce qu'il ne pouvait pas maintenir l'ordre ».
Pour les historiens Pío Moa, Fernando Paz ou encore César Vidal, la fraude électorale a délégitimé le gouvernement du Front populaire et ouvert la voie à la guerre civile. Les troubles de février 1936 ont poussé la nation au « printemps tragique dans lequel les limites de la légalité ont été rompues ». Entre les élections de février et le soulèvement de juillet, il existerait une relation de cause à effet, principalement en raison de la profonde signification du fait. Si des actes violents et frauduleux ont été perpétrés, c'est parce que de fait, il n'existait plus de règle de droit.
La désagrégation du système politique de cette Espagne n'a laissé place qu'à des replâtrages ou à des solutions bâtardes. Rétablir l'autorité de l'État par une dictature militaire, essayer de créer, dans un cadre républicain, les conditions propres à l'établissement d'une démocratie parlementaire, ces solutions ne permettent pas de régler les problèmes de fond, ou ne les abordent que superficiellement. Ni le régime installé par Primo de Rivera, ni la IIe République ne sont allés jusqu'au bout de leur logique. Le premier entend maintenir le pouvoir en place, mais sans briser totalement les résistances à sa domination ; la seconde entame seulement des réformes de structures, qu'elle n'a ni les moyens, ni sans doute le désir d'achever.
La classe politique garde donc son pouvoir, et la contestation sociale, qui ne peut s'exprimer dans les institutions traditionnelles liées à un caciquisme toujours vivace, se traduit par la violence. Les dirigeants des syndicats et, des partis politiques sont souvent débordés par leurs troupes. L'État républicain, rejeté à la fois par les forces conservatrices, Église, armée, oligarchie, qui la jugent impuissant à maintenir l'unité de la Nation, et par, les forces populaires, qui ne voient en lui que le dernier avatar d'un État oppressif, doit faire face au terrorisme, aux affrontements armés, aux émeutes révolutionnaires. La révolution asturienne de 1934 et la répression qui y met fin sont des témoignages du recours à la contrainte comme seul moyen de faire triompher les revendications sociales, ou d'assurer l'ordre.
Car le coup d'État de juillet 1936 provoque l'effondrement de l'État républicain. L'ampleur même du conflit et du mouvement révolutionnaire qu'il entraîne lui donnent des dimensions imprévisibles. L'Espagne devient le lieu d'affrontement des grandes puissances et le terrain de manœuvre des grandes armées européennes. La dictature militaire née de la guerre reste marquée pendant des années par ses alliances, même si elle ne participe pas directement à la conflagration mondiale.

#### La guerre
Les conflits majeurs de l'Espagne du XIXe et du début du XXe siècle, la lutte autour de la Constitution, la montée de l'agitation ouvrière et de l'anticléricalisme, les guerres coloniales et régionalismes se sont renforcés durant cette IIe République et sont à l'origine de la guerre civile. Elle commence les 17 et 18 juillet 1936 par un coup d'État militaire organisé par le général Mola avec pour chef désigné le général Sanjurjo. Franco n'a pas participé à sa préparation et ne s'y rallie qu'au dernier moment.
Les putschistes ne veulent pas renverser la République, mais le gouvernement du Front populaire élu en février 1936. Le coup d'État échoue : les insurgés n'arrivent pas à dominer l'ensemble du territoire. Il provoque cependant l'effondrement du gouvernement de Madrid.
Dès le 19 juillet, les organisations ouvrières armées des partis socialistes, communistes et des anarcho-syndicalistes (milices confédérales), ainsi que les autonomistes basques et catalans exercent la réalité du pouvoir et assument la défense du Front populaire. Dès lors commence réellement la guerre civile qui juxtapose un conflit militaire entre nationalistes et républicains et des conflits internes dans le camp républicain. Le Parti communiste, appuyé par les Soviétiques, combat autant les dissidents républicains (la CNT et le POUM) que les nationalistes. Principalement entre l'été 1936 et le printemps 1937, pendant que se développe la révolution sociale, certains groupes politiques[Qui ?] commettent en zone républicaine des exactions désignées sous le nom de terreur rouge, face auxquelles le gouvernement apparaît initialement dépassé, avant de parvenir progressivement à rétablir un ordre relatif. Du côté des opérations de guerre, le débarquement républicain à Majorque du 16 août 1936 conduit à un échec militaire dès le 3 septembre 1936 : les nationalistes disposent ainsi au plus tôt d'une base de guerre précieuse en face de Barcelone.
Le 13 septembre 1936 le gouvernement républicain envoie à l'URSS l'intégralité des réserves d'or de la Banque d'Espagne, soit 510 tonnes, expédiées à Moscou.
Dans le camp des nationalistes, Franco est élu le 1er octobre 1936 « chef du gouvernement de l'État espagnol » par une junte qui, cherchant un successeur à Sanjurjo, mort dans un accident d'avion dès le début du soulèvement, le choisit notamment parce qu'il n'est pas trop marqué par ses affinités avec l'un ou l'autre des clans nationalistes en présence. La mort accidentelle de Mola lui donnera ensuite une pleine autorité. Aidé par l'Allemagne nazie et l'Italie fasciste, il parvient à opérer en septembre 1936 la jonction des deux secteurs pris dès juillet par la rébellion, le Sud de l'Andalousie et une partie du Nord-Ouest, séparant ainsi le Pays basque du reste du territoire républicain.
Échouant à prendre Madrid en 1936-1937, il conquiert le Pays basque en octobre 1937. La guerre se concentre ensuite sur l'Aragon et la Catalogne. Barcelone tombe le 26 janvier 1939 et Madrid le 28 mars. Le 25 février 1939, le Gouvernement français signe, à Burgos, les accords Bérard-Jordana, reconnaissant la légitimité de Franco sur l'Espagne, signant ainsi l'arrêt de mort de la Seconde République, et obtenant la neutralité espagnole en cas de guerre.
La Seconde République espagnole se termine en fait le 31 mars 1939, date à laquelle les forces militaires du général Franco contrôlent l'ensemble du territoire espagnol. Mais d'un point de vue juridique, elle perdure jusqu'au 27 juillet 1947, entrée en vigueur de la loi de succession du chef de l'État (Ley de Sucesión en la Jefatura del Estado). Cette loi définit en effet l'Espagne comme un royaume (article 1), dont le généralissime Franco est le chef de l'État (article 2) jusqu'à sa mort ou sa démission. De fait, Juan Carlos Ier ne sera roi et chef de l'État qu'à la mort de Franco (1975).

### Conclusions
- Si vous ne connaissez pas le sujet, laissez ce bandeau (vous pouvez alors contacter les auteurs).
- Si vous supprimez le contenu mis en cause (vous pouvez préalablement contacter les auteurs),

argumentez précisément cette suppression dans la page de discussion
(un manque de référence n'est pas un argument ; une recherche réelle de référence doit avoir été effectuée, être formellement documentée).
- L'Espagne, pas plus que les autres pays subissant les mêmes contraintes, ne fut en mesure d'échapper au dilemme, soit de poursuivre son européanisation et de défendre les principes genevois, soit de tirer les conséquences des tensions existantes et de prendre ses distances avec le monde extérieur. En ce sens, l'agitation intérieure constante à laquelle elle fut soumise au cours de ces cinq années, ainsi que l'instabilité ministérielle et les changements de politique profonds en 1933 et 1936, conduisirent certainement à recréer cette impression d'oscillations continues entre l'une et l'autre option, et il est peu douteux que la politique espagnole subit dans cet intervalle des orientations très diverses, sous l'influence des affinités idéologiques divergentes des uns et des autres.

- Faut-il en conclure pour autant que le nouveau régime ne s'intéressa qu'aux problèmes intérieurs, accordant une attention toute particulière aux problèmes économiques et sociaux, avec notamment la réforme agraire, et qu'elle concéda un intérêt très secondaire aux affaires extérieures ? La question mérite d'être posée et d'être analysée dans le détail à partir de l'action concrète que les ministres et les diplomates républicains accomplirent à l'étranger.

- Au terme de cette courte période d'expérience démocratique, la Seconde République fut brutalement contrainte de faire face à une nouvelle menace intérieure, cette fois beaucoup plus sérieuse que le coup d'État manqué organisé en août 1932 par le général José Sanjurjo. Le soulèvement, des 17 et 18 juillet 1936, parti du Nord de la Castille et rejoint par le Maroc espagnol pour s'étendre à la péninsule ibérique dans les jours qui suivirent, marqua le coup d'envoi d'une guerre fratricide — la guerre d'Espagne — dont les implications extérieures immédiates remettent en question l'expression de « guerre civile ».

- Il n'y avait dans l'Espagne de 1936 qu'un embryon de classe moyenne, bien trop étroite pour assumer le rôle de guide et la responsabilité d'une transition adaptée aux circonstances du pays. Les républicains « bourgeois » et les socialistes « raisonnables » étaient trop peu nombreux pour faire admettre la nécessité d'étapes intermédiaires avant l'avènement d'une démocratie moins injuste. Le PSOE, converti à la dictature du prolétariat, croyait à la valeur du modèle russe et n'avait l'expérience suffisante pour la direction des affaires. Les communistes, dont l'influence se développait, étaient totalement dépendants de Moscou. Beaucoup d'hommes de droite, d'une affligeante myopie politique, se prétendaient catholiques, mais jetaient aux orties les encycliques pontificales dès qu'elles contrariaient leurs intérêts immédiats, et voyaient d'un œil sec l'inhumaine condition des déshérités. Les militants d'extrême droite qui étaient sensibles aux outrances de l'injustice sociale ne croyaient qu'à la force pour faire prévaloir leurs solutions.

- Il existe une mythologie de la Seconde République, expérience unique et porteuse de grands espoirs dans l'histoire d'Espagne. Long temps d'une floraison culturelle étonnante, qu'on souhaiterait conserver cette image brillante : éclosion d'une pléiade d'écrivains de grand talent, de créateurs originaux, peintres, sculpteurs et musiciens ; Université dotée de maîtres prestigieux ; lancement d'une politique d'instruction publique enfin digne du passé d'un grand pays et même, des avancées d'une indispensable législation ouvrière.

- La Seconde République fut très loin de marquer une pause dans les conflits qui désolent le pays. Ils tenaient à la fois à une lutte de classes exacerbée et à une guerre de religion, et ils étaient compliqués par les revendications d'identités nationales spécifiques et l'influence d'idéologies « importées ». On oublie trop que le pays restait partagé, que le régime ne parvient à assurer ni l'ordre constitutionnel ni l'ordre public. Ces années 1931-1936 furent la préface de l'un des plus grands drames du XXe siècle.

## Gouvernement en exil
Un Gouvernement de la République espagnole en exil a été formé au Mexique, puis après 1946 en France. En 1946, l'assemblée générale de l'ONU — sur l'injonction de Staline — recommande à ses membres de ne pas admettre en son sein l'état espagnol au motif que le régime franquiste a été établi avec l'aide des forces de l'Axe. Le gouvernement républicain en exil perd beaucoup d'influence après l'admission de l'Espagne franquiste à l'ONU en décembre 1955. Il a été dissous en 1977 après les élections du 15 juin.
Les présidents de cette république en exil furent Diego Martínez Barrio (1940-1962), Luis Jiménez de Asúa (1962-1970) et José Maldonado González (1970-1977).
Les premiers ministres furent Juan Negrín (1939-1945), José Giral Pereira (1945-1947), Rodolfo Llopis Ferrándiz (1947), Álvaro de Albornoz y Liminiana (1947-1951), Félix Gordón Ordás (es) (1951-1960), Emilio Herrera Linares (1960-1962), Claudio Sánchez-Albornoz y Menduiña (1962-1971), Fernando Valera Aparicio (es) (1971-1977).

## Présidents de la République
- 1931-1936 : Niceto Alcala Zamora. Destitué le 16 février 1936. Né en 1877 - mort en 1949.

- 1936-1939 : Manuel Azaña y Diaz. Né en 1880 - mort exilé en France, en 1940.

### Gouvernements de la République (1931-1936)
Seize gouvernements vont se succéder au cours des cinq ans de République espagnole. Voir la liste chronologique des gouvernements de la République de 1931 à 1936.

#### Les symboles du nouveau régime
Le drapeau tricolore remplace le bicolore de l'ancien régime (drapeau national depuis le temps d'Isabelle II d'Espagne).
Le centenaire Himno de Riego (l'Hymne de Riego) rend hommage à la tradition libérale-démocratique du XIXe siècle et remplace la Marcha Real.
L'allégorie de la figure féminine avec la balance à la main est le symbole de la justice sociale.
Treize jours après la proclamation de la République, le gouvernement provisoire promulgue par un décret, publié dans la Gazeta de Madrid du 28 avril 1931, l’adoption du drapeau national qui instaure la première distinction républicaine et dont la principale caractéristique est la couleur mauve de la révolution, le rouge et le jaune étant les couleurs d'Aragon. Cette république s'identifie aussi avec la triade de Liberté, Égalité, Fraternité.
Le choix de l'hymne de Riego fut fortement influencé par Manuel Azaña. Le futur président de la République voulait rendre hommage ainsi à tous les libéraux du XIXe siècle. Cet hymne avait été officiel de 1820 à 1823, pendant le triennal libéral. Beaucoup des paroles de cette musique sont originaires de cette époque-là, jusqu'à une composition d'Antonio Machado. La version la plus rappelée est celle satirique que chantait Gabino Diego dans le film Belle Époque :
« Si les prêtres et moines savaient la raclée qu'ils vont recevoir, ils sortiraient du cloître en criant liberté, liberté, liberté. »
Quelques secteurs de la gauche espagnole utilisent aujourd'hui encore les symboles de la république. Les drapeaux constitutionnels espagnols sont assez rares dans les meetings du PSOE, où les drapeaux républicains sont plus habituels.

#### LaRépublique des intellectuels(1931-1936)

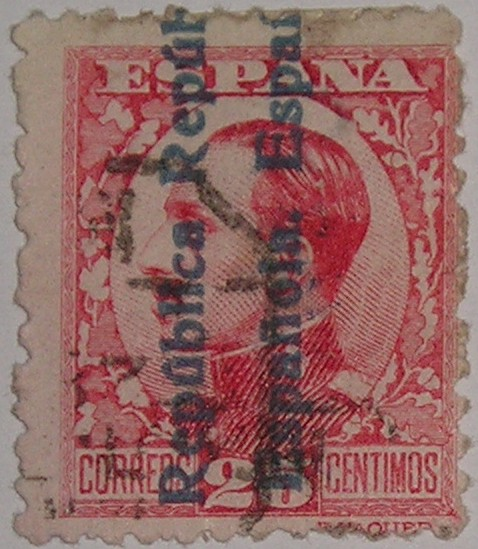
Timbre à l'effigie d'Alphonse XIII.

Comme le cartel des gauches en France, la République est pour la péninsule l'acte de baptême de l'intellectuel en politique, dont elle souligne donc l'idéalisme. « L'heure de la grande tâche a sonné pour l'intellectuel espagnol », prévoyait Ortega y Gasset en 1922. Peu après, Antonio Machado confirmait ce choix de la modernité, aux dépens du folklore et du passé, par ce credo : « se fué toda la España de Mérimée » (« toute l'Espagne de Mérimée a disparu »). Pourtant, beaucoup, déçus par la violence des luttes politiques, finirent bientôt par se réfugier dans leur tour d'ivoire, loin de l'amertume de l'engagement. Ainsi le projet d'édifier une nouvelle société espagnole mourut-il, étouffé sous la violence des passions politiques.
C'est donc indépendamment de la forme prise par l'État que s'épanouit un printemps pour la vie de l'esprit et des arts. Renouvellement pictural, avec le surréaliste Joan Miró (1893-1983) — après le cubiste Juan Gris (1887-1927) —, Salvador Dalí (1904-1989) et Pablo Picasso (1881-1973). Épanouissement poétique, aussi, avec la génération de 1927 qui réconcilia avant-garde européenne et tradition formelle du Siècle d'or : Jorge Guillén et son verbe pur, Vicente Aleixandre, Pedro Salinas et l'intimité de son œuvre amoureuse, Luis Cernuda, Rafael Alberti et la virtuosité andalouse de ses premiers poèmes, Federico García Lorca (1898-1936) et son inspiration jaillissante qui puise aux sources de la tradition et de la Grenade gitane. La force de leur engagement politique conduit à insister sur ces deux derniers auteurs. Alberti fit de ses œuvres un combat révolutionnaire à partir de 1929 où il se tourna vers le PCE ; « poète dans la rue », il y récitait ses textes ; dramaturge, il fit de Fermin Galán la première pièce engagée du théâtre espagnol, l'hagiographie d'un martyr de la République. La défaite républicaine en 1939 le conduisit à s'exiler, comme l'ensemble de l'intelligentsia, qui se retrouva dispersée aux quatre coins du monde. De même, Federico García Lorca avait-il choisi de lutter pour la justice aux côtés « de ceux qui n'ont rien et à qui on dénie jusqu'à la tranquillité du néant » ; il leur apporta l'enrichissement du théâtre grâce à la compagnie universitaire itinérante La Barraca. Son exécution à Grenade, sa patrie, par les troupes franquistes, symbolise le tragique déchirement fratricide de la guerre civile.

### Personnalités ayant soutenu la République espagnole
- André Malraux (1901-1976), ministre de la République française
- Antonio Quirós (1912-1984), peintre
- Albert Camus (1913-1960), écrivain[15]
- Neus Català (1915-2019), femme politique[16]
- Conchita Ramos (1925-2019), résistante toulousaine